# Biosphère Montréal

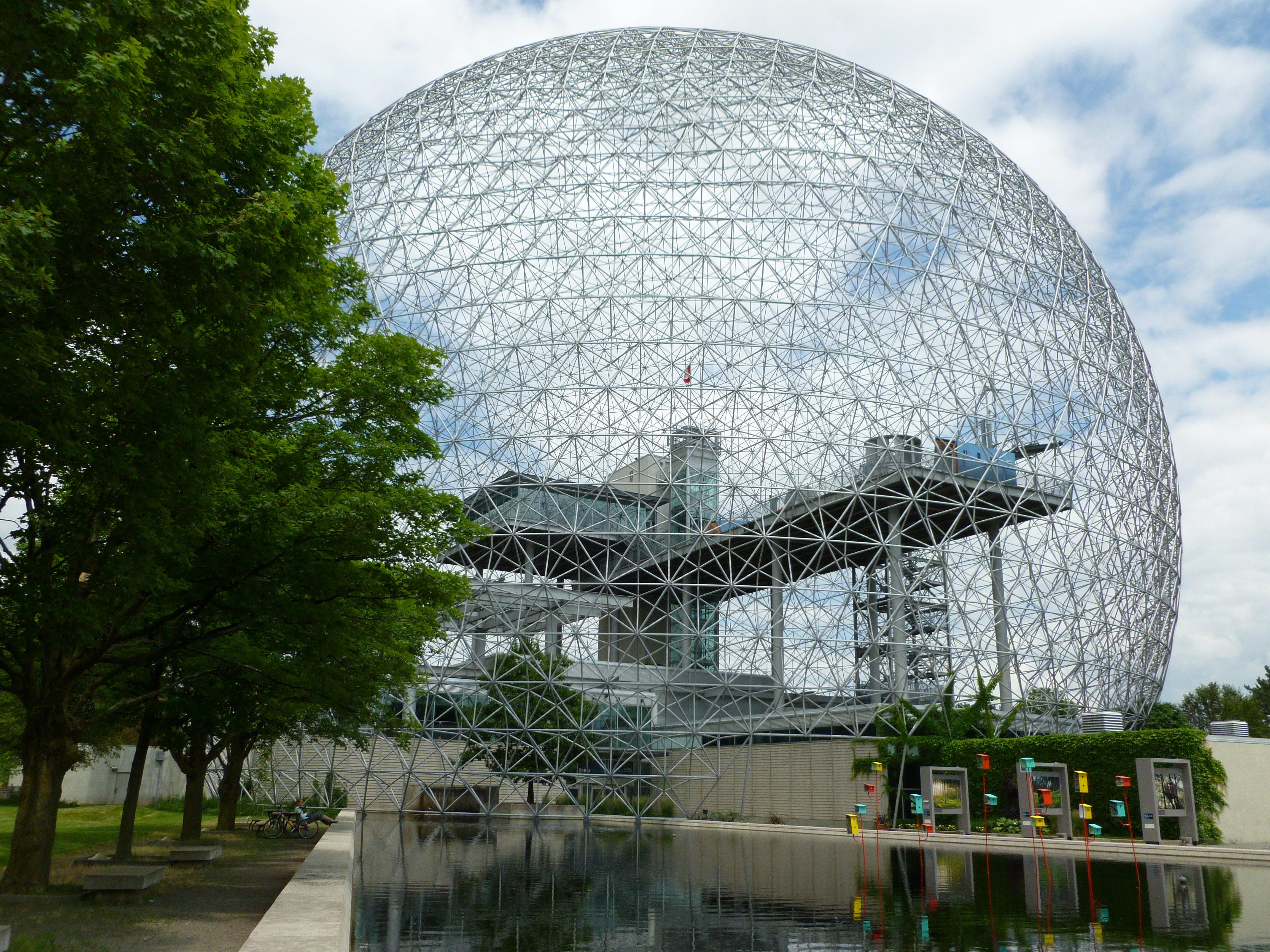
Biosphère Montréal

Biosphère Montréal (franska: Biosphère de Montréal) är ett sfäriskt format museum i Montréal i Kanada med interaktiva utställningar som syftar till att öka förståelsen för de stora miljöproblemen. Det tar upp ämnen som luft, vatten, klimatförändringar, hållbar utveckling med mera. Den byggdes ursprungligen som USA:s paviljong på värdsutställningen Expo 67.